# Nennspannungskonzept
Das Nennspannungskonzept (englisch nominal stress concept) ist in der technischen Mechanik ein rechnerisches Verfahren zur Beurteilung der Ermüdungsfestigkeit von geschweißten und nicht geschweißten Bauteilen.
Die für dieses Konzept erforderlichen mechanischen Nennspannungen sind auf einen definierten Querschnitt bezogen und im Allgemeinen nur für einfache stab- und flächenförmige Bauteile anwendbar; dabei werden Spannungskonzentrationen, wie Größen- und Kerbeinflüsse nicht beachtet. Deshalb müssen diese Einflüsse durch Korrekturfaktoren berücksichtigt werden, die Form- und Kerbwirkungszahlen.
Der Betriebsfestigkeitsnachweis nicht geschweißter Bauteile erfolgt durch die Anwendung von Formzahl-Wöhlerlinien, in denen die zu berücksichtigenden Kerbfälle bzw. geometrischen Diskontinuitäten enthalten sind.
Bei geschweißten Bauteilen wird die ausgeführte Schweißverbindung mit einem Konstruktionsdetail (klassierte Nahtverläufe an Strukturen) verglichen, die einer Kerbfall- oder Schwingfestigkeitsklasse, der FAT-Klasse, entspricht; für jede FAT-Klasse ist eine Wöhlerlinie hinterlegt, die der wirkenden Spannungsschwingbreite gegenübergestellt wird.